# Hallo-Welt-Programm

Hello-world-Quelltext in C aus dem Handbuch Programming in C – A Tutorial von 1974.

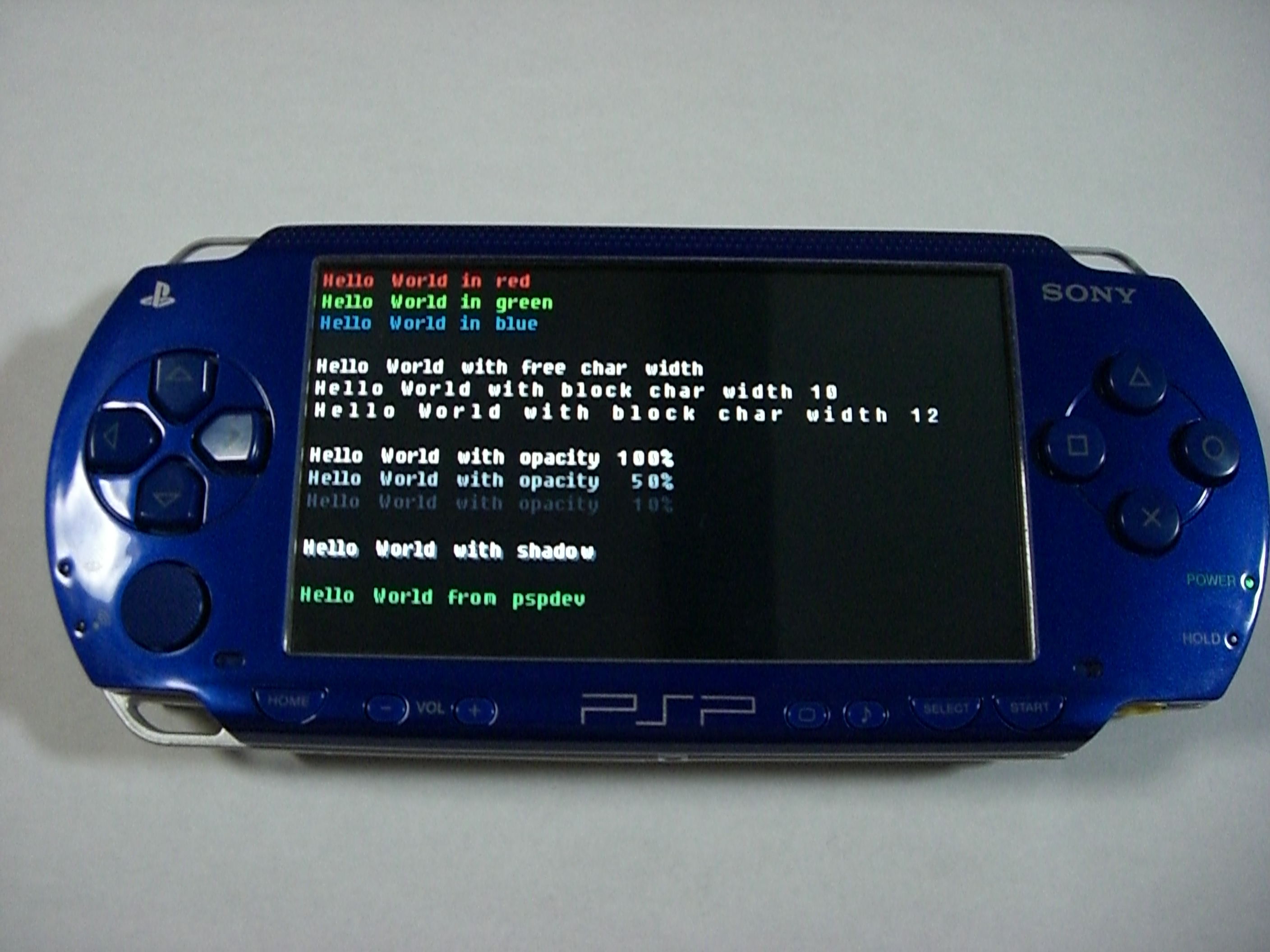
Hello world eines Homebrew-Programms auf PlayStation Portable

Ein Hallo-Welt-Programm ist ein kleines Computerprogramm, das auf möglichst einfache Weise zeigen soll, welche Anweisungen oder Bestandteile für ein vollständiges Programm in einer Programmiersprache benötigt werden, und somit einen ersten Einblick in die Syntax gibt. Aufgabe des Programms ist, den Text Hallo Welt! oder auf Englisch Hello World! auszugeben. Wegen der einfachen Aufgabenstellung eignen sich solche Programme insbesondere für didaktische Zwecke. Deshalb wird es in vielen Programmier-Lehrbüchern als Einsteigerprogramm verwendet.

## Geschichte
Die Verwendung des Textes „Hello World!“ ist eine Tradition und geht auf Programming in C – A Tutorial zurück, ein internes Programmierhandbuch der Bell Laboratories über die Programmiersprache C, das Brian Kernighan 1974 verfasste, nachdem er dort schon ein Jahr zuvor die Wörter „hello“ und „world“ in einer Einführung in die Programmiersprache B verwendet hatte. Bekanntheit erlangte der Text jedoch erst durch die 1978 erfolgte Veröffentlichung in dem Buch The C Programming Language (deutsch Programmieren in C) von Brian Kernighan und Dennis Ritchie.
Auch wenn in beiden Veröffentlichungen noch die Schreibweise hello, world (ohne Großbuchstaben und Ausrufezeichen) verwendet wurde, hat sich heute Hello World! durchgesetzt.